# Jane Walerud
Jane Christine Walerud Boreta (geboren 13. November 1961 in USA) ist eine schwedische Unternehmerin und Privatinvestorin. Sie war seit 1999 an über fünfzehn Start-up-Unternehmen beteiligt, darunter Klarna, Bluetail, Tobii Technology und Teclo Networks. Sie ist Mitglied des Innovationsrats der schwedischen Regierung. 

## Leben
Walerud wurde in den USA geboren und zog mit 20 Jahren nach Schweden, nachdem sie ihren zukünftigen Ehemann Bengt getroffen hatte. Sie hat Kognitionspsychologie und Informatik an der Stanford University studiert. Jane und Bengt Walerud haben eine gemeinsame Tochter, Caroline, die ebenfalls als Gründerin auftritt.

## Beruflicher Werdegang
Walerud arbeitete ab 1997 zunächst als Vertriebsleiterin bei Erlang Systems. 1998 verließ sie das Unternehmen, um Bluetail mitzugründen, ein schwedisches Internet-Start-up, das alle Produkte in der Programmiersprache Erlang entwickelte. Es wurde für 152 Millionen Dollar an Alteon Networks verkauft.
Im Jahr 2004 traf sie Sebastian Siemiatkowski, einen der Gründer des Zahlungsanbieters Klarna, und investierte 60.000 Euro in das Start-up im Gegenzug für einen Anteil von 10 % am Unternehmen. Darüber hinaus machte sie die Gründer mit einem Programmierteam bekannt, das beim Aufbau der Plattform für 37 % der Unternehmensanteile half.
Im Jahr 2010 gründete sie mit einem neuen Team Teclo Networks, das seinen Unternehmenssitz in der Schweiz hatte. Teclo entwickelte eine TCP-Technologie, um die Geschwindigkeit mobiler Breitbandübertragung zu erhöhen. 2016 wurde Teclo Networks an das kanadische Unternehmen Sandvine veräußert.
2016 gründete Jane Walerud gemeinsam mit ihrem Mann Bengt und ihrer Tochter Caroline das Risikokapitalunternehmen Walerud Ventures. Unternehmensziel ist die Investition in Unternehmensgründungen mit einem Schwerpunkt in Spitzentechnologien wie Künstliche Intelligenz und Synthetische Biologie. Im selben Jahr investierte Walerud Ventures in eine App für Läufer und Cross-Country-Skilangläufer unter dem Namen WeMeMove (heute Racefox). Jane Walerud ist im Vorstand von Racefox.

## Ehrungen
Für ihre Verdienste wurde sie 2014 mit einer Goldmedaille der Königlich Schwedischen Akademie der Ingenieurwissenschaften geehrt. 2015 wurde Walerud in die schwedische Startup Hall of Fame von SUP46 gewählt. Ebenfalls im Jahr 2015 wurde ihr die Ehrendoktorwürde der Königlichen Technischen Hochschule in Stockholm verliehen.